# Orlando Duarte
Orlando Duarte Figueiredo (Rancharia, 18 de fevereiro de 1932 — São Paulo, 15 de dezembro de 2020) foi um jornalista esportivo brasileiro.
Era um dos mais completos cronistas esportivos do Brasil.

## Carreira
Atuando por muito tempo no rádio e na televisão de São Paulo e escrevendo uma coluna distribuída por todo o pais, já cobriu 14 campeonatos mundiais de futebol, dez jogos olímpicos e campeonatos de vários esportes. Orlando Duarte cobriu todas as Copas do Mundo durante o período entre 1950 e 2006. Durante os anos 60 era jornalista responsável por cobrir sempre de perto o magistral time do Santos, e acabou se tornando amigo pessoal de Edson Arantes do Nascimento, o Pelé. Orlando Duarte escreveria a biografia oficial do jogador anos depois.
Sua carreira de radialista teve que ser interrompida em 2007 devido ao seu estado de saúde. Em fevereiro de 2019, sua esposa revelou que o comentarista sofria da doença de Alzheimer, que deu sinais após a Copa do Mundo de 2018.

### Prêmios
| Ano  | Prêmio                                                                     | Categoria        | Resultado | Ref.  |
| ---- | -------------------------------------------------------------------------- | ---------------- | --------- | ----- |
| 1999 | Troféu ACEESP (Associação dos Cronistas Esportivos do Estado de São Paulo) | Conjunto da Obra | Venceu    | [ 5 ] |

### Vida pessoal
Nascido no interior de São Paulo no então povoado de Rancharia, parte do município de Quatá, Orlando era filho dos imigrantes portugueses Adriano Duarte Figueiredo e Leopoldina Cândida Roseira.

### Morte
O jornalista morreu em 15 de dezembro de 2020, após três semanas de internação para tratar dois aneurismas e os sintomas de COVID-19.